# お買いものパンダ

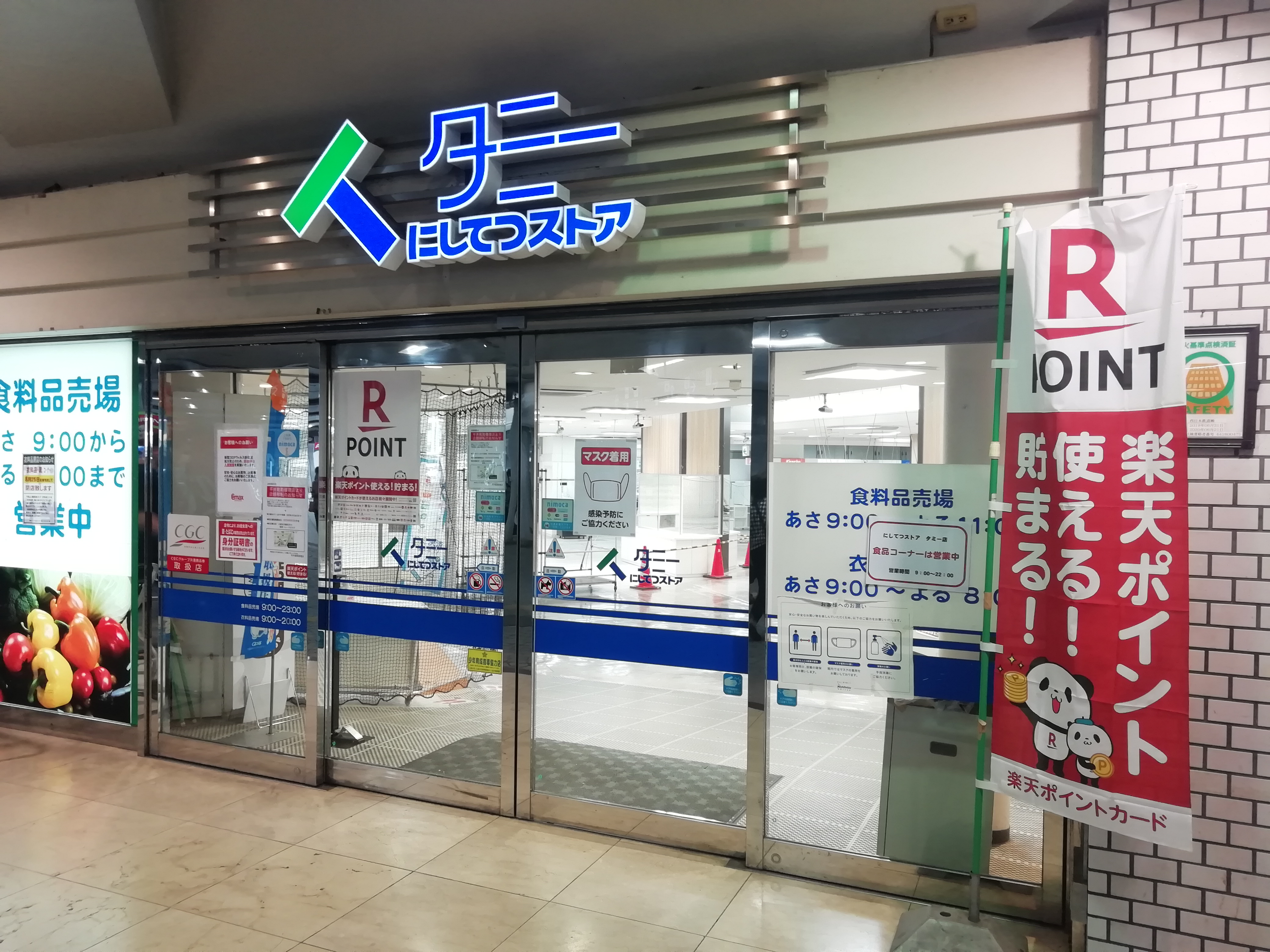
福岡県久留米市の西鉄ストア「久留米タミー店」入口に立つ楽天ポイントの幟に描かれたお買いものパンダ（写真右隅）。

お買いものパンダ（おかいものパンダ）は、楽天グループ株式会社が運営するポイントプログラム・楽天ポイントの宣伝用マスコットキャラクターである。2013年（平成25年）以降、同社の様々なコンテンツに登場している。プロデューサーは同社顧客戦略部長の山岡まどか。デザイナーはイラストレーターの田島綾子。

## 概要
腹部に楽天グループのロゴマーク「R」をもつ、擬人化されたジャイアントパンダ型のキャラクター。『全身全力でいつも一生懸命』な性格。仲間たちからは「おパン」と呼ばれている。
2013年（平成25年）に同社ECサイトの楽天市場がソーシャルメディアのスタンプを制作することになり、そのキャラクターとして誕生した。リリース当初から愛らしい容姿と人々に共感を与える豊かな感情表現が人気で、使用者が500万人を超えるヒットキャラクターになった。
2016年（平成28年）には楽天ポイントの貯まりやすさをPRするテレビコマーシャルが制作され、アニメーション化されて動くお買いものパンダが登場すると、当時のCM好感度でトップ10にランクインした。CM歌を兼ねるお買いものパンダの声は、声優の大谷育江が担当した。
2018年（平成30年）に日経BPの『日経クロストレンド』が行った企業ゆるキャラの認知度および人気度ランキングで第1位となった。
2023年（令和5年）に誕生10周年を迎え、現在は楽天グループの制作する各種メディア上でデザインに取り入れられているほか、ぬいぐるみやフィギュアなどお買いものパンダ自身のグッズも販売されている。

## 同シリーズのキャラクター
シリーズには、お買いものパンダのほかにも以下のキャラクターが登場する。声は後述のテレビアニメの声優。
小パンダ（こパンダ）
声 - ニーコ
お買いものパンダより一回り小さいパンダ。お買いものパンダの親友。フランス（パリ）生まれの帰国子女で、8カ国語を話せる。御洒落をたしなみ常に緑色のベレー帽を被っている。
むぎ
声 - 神月柚莉愛
茶色いネコ。野良猫だったがお買いものパンダに出会い家族となった。
ぷちょまる
声 - 村瀬歩
最先端AI（アイ）を搭載したパンダ型ロボット（アニメではAI（人工知能）搭載に変更されている。）。小パンダが開発した。お買いものパンダ家のお手伝い係。

## テレビアニメ
『お買いものパンダ！』のタイトルで、2024年11月6日よりTOKYO MXにて放送中。

### スタッフ
- 原案・総監修 - 田島綾子
- 監督・音響監督 - 高松信司[5]
- シリーズ構成 - 清水東[5]
- キャラクターデザイン・作画監督 - 曽々木安恵[5][4]
- 美術監督・美術設定 - 森元茂[4]
- 色彩設計 - 蝦名佳代子[4]
- CGディレクター - 伊賀夕[4]
- 編集 - 山田健太郎[4]
- 音楽 - はまたけし[4]
- プロデューサー - 吉田雄哉
- 制作プロデューサー - 永田雄一
- アニメーション制作 - シンエイ動画[5]
- アニメーション制作協力 - DeeDee Animation Studio[4]
- 製作 - 「お買いものパンダ！」プロジェクト

### 主題歌
「あれはお買いものパンダ！」
お買いものパンダ（大谷育江）によるオープニング曲。作詞・作曲・編曲ははまたけし。

### 各話リスト
| 話数   | サブタイトル   | 脚本         | 絵コンテ   | 演出     | 初放送日       |
| ------ | -------------- | ------------ | ---------- | -------- | -------------- |
| 第1話  | おうちでテント | 清水東       | 高松信司   | 高松信司 | 2024年 11月6日 |
| 第2話  | シャワーヘッド | 清水東       | 高松信司   | 高松信司 | 11月13日       |
| 第3話  | 謎のタマゴ     | 清水東       | 高松信司   | 高松信司 | 11月20日       |
| 第4話  | 蚊取り         | 永野たかひろ | 松村樹里亜 | 高松信司 | 11月27日       |
| 第5話  | 埋蔵金         | 清水東       | 松村樹里亜 | 高松信司 | 12月4日        |
| 第6話  | 魔法のランプ   | 清水東       | 藤原良二   | 高松信司 | 12月11日       |
| 第7話  | ロボット掃除機 | 清水東       | 藤原良二   | 高松信司 | 12月18日       |
| 第8話  | 目覚ましロボ   | 清水東       | 鈴木卓夫   | 高松信司 | 12月25日       |
| 第9話  | 観葉植物       | 清水東       | 鈴木卓夫   | 高松信司 | 2025年 1月8日  |
| 第10話 | ハンドスピナー | 永野たかひろ | 鈴木卓夫   | 高松信司 | 1月15日        |

### 放送局
| 放送期間        | 放送時間           | 放送局   | 対象地域 | 備考             |
| --------------- | ------------------ | -------- | -------- | ---------------- |
| 2024年11月6日 - | 水曜 21:54 - 22:00 | TOKYO MX | 東京都   | リピート放送あり |

インターネットでは、2024年11月6日より、Rチャンネル、Hulu、U-NEXT、アニメ放題、DMM TV、バンダイチャンネル、アニメタイムズ、Rakuten TV、ビデオマーケット、J:COM STREAM、milplus、TELASA、Pontaパス、music.jp、カンテレドーガにて水曜22時以降に順次配信。